# 불교 용어 목록 (소)

바로가기:
ㄱ
경
구
ㄴ
ㄷ
ㄹ
ㅁ
명
무
묵
ㅂ
불
ㅅ
삼
삽
선
소
수
시
심
ㅇ
오
온
유
육
이
ㅈ 

정
지
ㅊ
ㅋ
ㅌ
ㅍ
ㅎ

## 소
소(燒)는 궤핍, 결핍 또는 부족을 의미하며,  번뇌의 다른 이름들 중 하나이다.

## 소관경
소관경(所觀境)은 관찰경(觀察境)의 다른 말이다.

## 소관사
소관사(所觀事)는 관(觀: 관찰, 명상)을 행할 일, 관찰해야 할 일 또는 관찰되는 일을 뜻한다.

## 소달람
소달람(素怛纜)은 경전을 뜻하는 산스크리트어 수트라(sūtra)의 음역어들 중 하나로, 수트라(sūtra)의 다른 음역어로는 수다라(修多羅) · 소다라(蘇多羅) · 소달라(蘇怛羅) · 수투로(修妬路)가 있으며 의역하여 계경(契經)이라고도 한다. 또한 경장(經藏)을 소달람장(素怛纜藏)이라고도 한다.

## 소락경
소락경(所樂境)은 즐거운 대상 · 좋아하게 된 대상 또는 좋아하게 된 것을 말하며, 유식학에서는 마음(8식, 즉 심왕, 즉 심법)이 소락경을 만날 때만 욕(欲, chanda, 별경심소에 속함)의 마음작용이 그 마음(8식, 즉 심왕, 즉 심법)과 상응하여 함께 일어난다고 본다.

## 소번뇌지법
소번뇌지법(小煩惱地法)은 설일체유부의 5위 75법의 법체계에서 6가지 심소법(心所法: 46가지) 그룹[位] 중의 하나이다.
소번뇌지법은 특정한 염오심(染污心), 즉 번뇌에 물들어 혼탁해진 마음(6식, 즉 심왕, 즉 심법)들 중의 일부, 즉 번뇌에 물들어 사물[事]과 이치[理]를 명료하게 알지 못하는 무지(無知)의 상태에 처한 마음(6식, 즉 심왕, 즉 심법)들 중의 일부와 함께 일어나며 따라서 특정한 염오심에서만 발견되는 마음작용(심소법)을 말한다.

## 소상
소상(小想) 또는 작은 생각은 부파불교의 설일체유부의 논서 《아비달마품류족론》에서 상(想)의 마음작용을 3가지로 나눈 소상(小想) · 대상(大想) · 무량상(無量想)의 3상(三想) 가운데 하나이다.
대승불교의 유식유가행파의 논서 《대승아비달마집론》에 따르면 소상(小想)은 욕계를 요별할 수 있는 상(想)이다.

## 소수번뇌
소수번뇌(小隨煩惱)에 대해서는 소수번뇌심소(小隨煩惱心所) 문서를 보십시오.

## 소수번뇌심소
소수번뇌심소(小隨煩惱心所: 10가지)는 대승불교의 유식유가행파와 법상종의 5위 100법의 법체계에서 심소법(心所法: 51가지) 중 수번뇌심소(隨煩惱心所: 20가지)를 이루는 세 그룹 가운데 하나이다.
'소'수번뇌(小隨煩惱)라는 명칭은 이 그룹에 속한 번뇌성의 마음작용들은 모두 개별적으로 일어나는 수번뇌(隨煩惱: 근본번뇌를 의지하여 근본번뇌와 함께 일어나는 2차적인 번뇌)라는 것을 뜻한다.

## 소수혹
소수혹(小隨惑)에 대해서는 소수번뇌심소(小隨煩惱心所) 문서를 보십시오.

## 소식법
소식법(所識法)은 요별되는 법 또는 인식되는 법을 의미하며 곧 일체법(一切法)의 다른 말이다.

## 소연
소연(所緣, 산스크리트어: ālambana)은 인식대상(認識對象)의 다른 말이다. '소연(所緣)'의 문자 그대로의 뜻은 '연려(緣慮: 인연이 갖추어져 마주하게 된 대상에 대해 생각함)되는 바 또는 사물'이다. 소연(所緣)은 연려(緣慮)하는 자 또는 주체로서의 마음(6식 또는 8식, 즉 심왕, 즉 심법)을 가리키는 능연(能緣)의 반대말이다.

## 소연경
소연경(所緣境)은 인식대상(認識對象) 또는 인식범위(認識範圍)의 다른 말이다.

## 소연법
소연법(所緣法)은 대상이 되는 법 또는 인식대상이 되는 법을 뜻하며, 소연법이란 곧 일체법(一切法)이다.

## 소유
소유(所有)는 번뇌의 다른 이름들 가운데 하나이며, 능섭의사(能攝依事)를 뜻한다. 즉, 번뇌가 자신의 의사(依事) 즉  자신의 의지처 또는 발동근거가 되는 개별적인 법들을 능히 거두어 지닌다는 것을 뜻한다.

## 소의신
소의신(所依身)은 줄여서 의신(依身)이라고도 하는데, 각 사람의 육체(肉體) 즉 신체(身體)를 가리킨다.

## 소의
소의(所依, 산스크리트어: āśraya, 팔리어: assaya)는 의존처(依存處) · 의지처(依止處) · 의지(依止) · 근거(根據) 또는 발동근거(發動根據)를 뜻한다. 능의(能依: 의지하는 자)의 반대이다.

## 소의지
소의지(所依止)의 문자 그대로의 뜻은 '의지처, 도구, 인식기관이 되는 것'으로, 신체, 즉 몸을 뜻한다.  소의지(所依止)를 소의신(所依身)이라고도 한다.

## 소조
소조(所造)는 소조색(所造色)의 다른 말이다.

## 소조색
소조색(所造色, 산스크리트어: uppādāya-rupa, 영어: derived matter)은 지(地) · 수(水) · 화(火) · 풍(風)의 4대종(四大種: 4대 원소, Four primary elements)에 의해 만들어진 모든 물질(色法)을 통칭한다.

## 소지경
소지경(所知境)은 알아야 할 대상 또는 알려질 대상을 말한다. 《현종론》에 따르면, 치(癡) 즉 무명(無明) 또는 어리석음은 소지경(所知境)에 대한 여리해(如理解: 진리에 계합하는 이해)가 장애되어 있는 무변료상(無辯了相: 분별과 앎이 없는 상태)이다. 즉, 대상에 대한 참다운 이해 또는 앎이 없는 상태이다.

## 소지법
소지법(所知法)은 알아야 할 법 · 알아야 할 바 또는 알아야 할 모든 앎(all knowledge)을 뜻하며, 부파불교와 대승불교의 교학에 따르면, 소지법이란 곧 일체법(一切法)이다. 달리 말하면, 색법 · 심법 · 심소법 · 심불상응행법 · 무위법의 5위(五位)의 전체가 곧 일체법, 소지법, 즉 알아야 할 모든 것이다.

## 소지장
소지장(所知障)은 참된 지혜, 즉 보리(菩提)가 발현되는 것을 가로막는 장애이다. 소지장은 지장(智障) 또는 법집(法執)이라고도 하는데, 탐(貪: 탐욕) · 진(瞋: 성냄) · 치(癡: 어리석음) 등의 번뇌가 객관의 진실한 모습[眞相]을 바로 알지 못하게 하는 장애가 된다는 것을 의미한다.
소지장은 유식학에서 주로 거론되는 2장(二障)의 하나이다.

## 소통달법
소통달법(所通達法) 즉 통달할 법 또는 통달되는 법은 부파불교의 설일체유부의 논서 《아비달마품류족론》 제5권에 나열된 1법(一法)들인 소지법(所知法) · 소식법(所識法) · 소통달법(所通達法) · 소연법(所緣法) · 증상법(增上法) 가운데 하나이다.
《아비달마품류족론》 제6권에 따르면,
소통달법(所通達法) 즉 통달할 법이란 곧 일체법(一切法)이다. 통달(通達) 즉 막힘이 없이 통하는 것이란 선혜(善慧)를 말하는데, 소통달법은 선혜(善慧)로써 통달하게 되는 법(法)으로서 각각의 선혜(善慧)에 해당되는 것[事]을 말하며, 이들 전체는 곧 일체법(一切法)이다.
보다 구체적으로는 소통달법은 다음을 말한다.
- 고인(苦忍)과 고지(苦智)로써 고(苦) 즉 괴로움의 진리를 통달하는 것
- 집인(集忍)과 집지(集智)로써 집(集) 즉 괴로움의 원인의 진리를 통달하는 것
- 멸인(滅忍)과 멸지(滅智)로써 멸(滅) 즉 괴로움의 소멸의 진리를 통달하는 것
- 도인(道忍)과 도지(道智)로써 도(道) 즉 괴로움의 소멸에 이르는 길의 진리를 통달하는 것
- 선유루혜(善有漏慧) 즉 바른 유루혜로써 고(苦) · 집(集) · 멸(滅) · 도(道)와 허공(虛空)과 비택멸(非擇滅)을 통달하는 것

## 속박
속박(束縛)은 전(纏)의 다른 말이다.

## 속지
속지(俗智)는 세속지(世俗智)의 다른 말이다.

## 솔이심
솔이심(率爾心, 산스크리트어: aupanipātika)은 솔이타심(率爾墮心)이라고도 한다. 솔이(率爾)는 전통적인 용어로 졸연(卒然)을 뜻한다. 즉, 갑자기 · 별안간 · 돌연히 · 갑작스럽게 등을 뜻한다.
솔이심 또는 솔이타심은  불관습경(不串習境), 즉 관습경이 아닌 대상, 즉 이미 익히 알고 있는 대상이 아닌 처음 만나는 대상에 대하여 일어나는 마음 또는 인식을 말하는 것으로, 따라서 선으로도 악으로도 분류할 수 없는 상태의 마음이다. 즉, 처음 만난 대상에 대해 임의로 또는 자연적으로[任運] 일으켜지는, 선한 마음도 악한 마음도 아닌 상태의 마음을 말한다.

## 참고 문헌
- 이 문서에는 다음커뮤니케이션(현 카카오)에서 GFDL 또는 CC-SA 라이선스로 배포한 글로벌 세계대백과사전의 내용을 기초로 작성된 글이 포함되어 있습니다.
- 가전연자 지음, 승가제바·축불념 한역, 권오민 번역 (K.943, T.1543). 《아비담팔건도론》. 한글대장경 검색시스템 - 전자불전연구소 / 동국역경원. K.943(24-695), T.1543(26-771).
- 고려대장경연구소. 《고려대장경 전자 불교용어사전》. 고려대장경 지식베이스 / (사)장경도량 고려대장경연구소.
- 고익진 (1989). 《한국 고대 불교 사상사》. 동국대학교 출판부.
- 곽철환 (2003). 《시공 불교사전》. 시공사 / 네이버 지식백과.
- 구나발타라(求那跋陀羅) 한역 (K.650, T.99). 《잡아함경》. 한글대장경 검색시스템 - 전자불전연구소 / 동국역경원. K.650(18-707), T.99(2-1).
- 구나발타라 한역, 번역자 미상 (K.54, T.353). 《승만경》. 한글대장경 검색시스템 - 전자불전연구소 / 동국역경원. K.54(6-1361), T.353(12-217).
- 구마라습 한역, 차차석 번역 (K.991, T.614). 《좌선삼매경》. 한글대장경 검색시스템 - 전자불전연구소 / 동국역경원. K.991(30-128), T.614(15-269).
- 권오민 (1991). 《경량부철학의 비판적 체계 연구》. 동국대학원 철학박사 학위논문.
- 권오민 (2003). 《아비달마불교》. 민족사.
- 담무참 한역, 번역자 미상 (K.105, T.374). 《대반열반경》. 일명 《북본열반경》. 한글대장경 검색시스템 - 전자불전연구소 / 동국역경원. K.105(9-1), T.374(12-365).
- 목건련 지음, 현장 한역, 송성수 번역 (K.945, T.1537). 《아비달마법온족론》. 한글대장경 검색시스템 - 전자불전연구소 / 동국역경원. K.945(24-1091), T.1537(26-453).
- 무착 지음, 바라파밀다라 한역, 이영무 번역 (K.586, T.1604). 《대승장엄경론》. 한글대장경 검색시스템 - 전자불전연구소 / 동국역경원. K.586(16-843), T.1604(31-589).
- 무착 지음, 현장 한역 (K.571, T.1602). 《현양성교론》. 한글대장경 검색시스템 - 전자불전연구소 / 동국역경원. K.571(16-1), T.1602(31-480).
- 무착 지음, 현장 한역, 이한정 번역 (K.572, T.1605). 《대승아비달마집론》. 한글대장경 검색시스템 - 전자불전연구소 / 동국역경원. K.572(16-157), T.1605(31-663).
- 미륵 지음, 현장 한역, 강명희 번역 (K.614, T.1579). 《유가사지론》. 한글대장경 검색시스템 - 전자불전연구소 / 동국역경원. K.570(15-465), T.1579(30-279).
- 법구 지음, 승가발마 등 한역, 김형준 번역 (K.960, T.1552). 《잡아비담심론》. 한글대장경 검색시스템 - 전자불전연구소 / 동국역경원. K.960(28-391), T.1552(28-869).
- 법승 지음, 승가제바·혜원 한역, 김재천 번역 (K.959, T.1550). 《아비담심론》. 한글대장경 검색시스템 - 전자불전연구소 / 동국역경원. K.959 (28-355), T.1550 (28-809).
- 법장 술, 노혜남 번역 (K.1513, T.1733). 《화엄경탐현기》. 한글대장경 검색시스템 - 전자불전연구소 / 동국역경원. K.1513(47-458), T.1733(35-107).
- 불타야사·축불념 한역, 번역자 미상 (K.647, T.1). 《장아함경》. 한글대장경 검색시스템 - 전자불전연구소 / 동국역경원. K.647(17-815), T.1(1-1).
- 사리자 설, 현장 한역, 송성수 번역 (K.946, T.1536). 《아비달마집이문족론》. 한글대장경 검색시스템 - 전자불전연구소 / 동국역경원. K.946(24-1183), T.1536(26-367).
- 서정형 (2004). 《나가르주나 『중론』(해제)》. 서울대학교 철학사상연구소 / 네이버 지식백과.
- 서정형 (2004b). 《『밀린다팡하』(해제)》. 서울대학교 철학사상연구소 / 네이버 지식백과.
- 세우 지음, 구나발타라·보리야사 한역, 송성수 번역 (K.950, T.1541). 《중사분아비담론》. 한글대장경 검색시스템 - 전자불전연구소 / 동국역경원. K.950(25-271), T.1541(26-627).
- 세우 지음, 현장 한역, 송성수 번역 (K.949, T.1542). 《아비달마품류족론》. 한글대장경 검색시스템 - 전자불전연구소 / 동국역경원. K.949(25-149), T.1542(26-692).
- 세친 지음, 현장 한역, 권오민 번역 (K.955, T.1558). 《아비달마구사론》. 한글대장경 검색시스템 - 전자불전연구소 / 동국역경원. K.955(27-453), T.1558(29-1).
- 세친 지음, 현장 한역, 김묘주 번역 (K.594, T.1597). 《섭대승론석》. 한글대장경 검색시스템 - 전자불전연구소 / 동국역경원. K.594(17-76), T.1597(31-321).
- 세친 지음, 현장 한역, 송성수 번역 (K.618, T.1612). 《대승오온론》. 한글대장경 검색시스템 - 전자불전연구소 / 동국역경원. K.618(17-637), T.1612(31-848).
- 세친 지음, 현장 한역, 송성수 번역 (K.644, T.1614). 《대승백법명문론》. 한글대장경 검색시스템 - 전자불전연구소 / 동국역경원. K.644(17-808), T.1614(31-855).
- 승가제바(僧伽提婆) 한역. 《중아함경》. 한글대장경 검색시스템 - 전자불전연구소 / 동국역경원.
- 안혜 지음, 지바하라 한역, 조환기 번역 (K.619, T.1613). 《대승광오온론》. 한글대장경 검색시스템 - 전자불전연구소 / 동국역경원. K.619(17-641), T.1613(31-850).
- 안혜 지음, 현장 한역, 이한정 번역 (K.576, T.1605). 《대승아비달마잡집론》. 한글대장경 검색시스템 - 전자불전연구소 / 동국역경원. K.576(16-228), T.1606(31-694).
- 오백 아라한 지음, 현장 한역, 송성수 번역 (K.952, T.1545). 《아비달마대비바사론》. 한글대장경 검색시스템 - 전자불전연구소 / 동국역경원. K.952(26-1,27-1), T.1545(27-1).
- 운월 (2005). 《근본불교의 수행체계에 대하여》. 한국선학회.
- 운허.  동국역경원 편집, 편집. 《불교 사전》.
- 용수 지음, 구마라습 한역, 김성구 번역 (K.549, T.1509). 《대지도론》. 한글대장경 검색시스템 - 전자불전연구소 / 동국역경원. K.549(14-493), T.1509(25-57).
- 용수 지음, 구마라습 한역, 박인성 번역 (K.577, T.1564). 《중론》. 한글대장경 검색시스템 - 전자불전연구소 / 동국역경원. K.577(16-350), T.1564(30-1).
- 제바설마 지음, 현장 한역, 송성수 번역 (K.947, T.1539). 《아비달마식신족론》. 한글대장경 검색시스템 - 전자불전연구소 / 동국역경원. K.947 (25-1), T.1539 (26-531).
- 중현 지음, 현장 한역, 권오민 번역 (K.956, T.1562). 《아비달마순정리론》. 한글대장경 검색시스템 - 전자불전연구소 / 동국역경원. K.956(27-680), T.1562(29-329).
- 중현 지음, 현장 한역, 권오민 번역 (K.957, T.1563). 《아비달마장현종론》. 한글대장경 검색시스템 - 전자불전연구소 / 동국역경원. K.957(28-1), T.1563(29-777).
- 축불념 한역, 노혜능 번역 (K.530, T.1485). 《보살영락본업경》. 한글대장경 검색시스템 - 전자불전연구소 / 동국역경원. K.530(14-374), T.1485(24-1010).
- 최봉수 (1999). 〈색온에서의 색의 의미 - 구사론과 청정도론의 색온론을 비교하여〉. 《불교학보》.
- 현장 한역, 김달진 번역 (K.154, T.676). 《해심밀경》. 한글대장경 검색시스템 - 전자불전연구소 / 동국역경원. K.154(10-709), T.676(16-688).
- 호법 등 지음, 현장 한역, 김묘주 번역 (K.614, T.1585). 《성유식론》. 한글대장경 검색시스템 - 전자불전연구소 / 동국역경원. K.614(17-510), T.1585(31-1).
- 황욱 (1999). 《무착[Asaṅga]의 유식학설 연구》. 동국대학원 불교학과 박사학위논문.
- (영어) Bodhi, Bhikkhu (trans.) (2000). 《The Connected Discourses of the Buddha: A Translation of the Samyutta Nikaya》. Boston: Wisdom Publications. ISBN 0-86171-331-1.
- (영어) Dawson, John (1888). 《A Classical Dictionary Of Hindu Mythology And Religion Geography History And Literature》. London: Trübner.
- (영어) DDB. 《Digital Dictionary of Buddhism (電子佛教辭典)》. Edited by A. Charles Muller.
- (영어) Macdonell, Arthur Anthony (1929). 《A practical Sanskrit dictionary with transliteration, accentuation, and etymological analysis throughout》. London: Oxford University Press.
- (영어) Gethin, R.M.L. (1992). 《The Buddhist Path to Awakening: A Study of the Bodhi-Pakkhiyā Dhammā》. Leiden: E.J. Brill. ISBN 90-04-09442-3.
- (영어) Rhys Davids, Caroline A.F. ([1900], 2003). 《Buddhist Manual of Psychological Ethics, of the Fourth Century B.C., Being a Translation, now made for the First Time, from the Original Pāli, of the First Book of the Abhidhamma-Piṭaka, entitled Dhamma-Saṅgaṇi (Compendium of States or Phenomena)》. Whitefish, MT: Kessinger Publishing. ISBN 0-7661-4702-9.
- (영어) Sanskrit and Tamil Dictionaries. 《Cologne Digital Sanskrit Dictionaries》. Institute of Indology and Tamil Studies, Cologne University (www.sanskrit-lexicon.uni-koeln.de).
- (영어) Rhys Davids, T.W. & William Stede (eds.) (1921-5). 《The Pali Text Society's Pali–English Dictionary》. Chipstead: Pali Text Society.
- (영어) Thanissaro Bhikkhu (1996, 1998). 《Wings to Awakening》. Retrieved 2008-07-07 from "Access to Insight" at http://www.accesstoinsight.org/lib/authors/thanissaro/wings/index.html.
- (중국어) 가다연니자 조, 현장 한역 (T.1544). 《아비달마발지론(阿毘達磨發智論)》. 대정신수대장경. T26, No. 1544, CBETA.
- (중국어) 가전연자 지음, 승가제바·축불념 한역 (T.1543). 《아비담팔건도론(阿毘曇八犍度論)》. 대정신수대장경. T26, No. 1543, CBETA.
- (중국어) 구나발타라(求那跋陀羅) 한역 (T.99). 《잡아함경(雜阿含經)》. 대정신수대장경. T2, No. 99, CBETA.
- (중국어) 구나발타라 한역 (T.353). 《승만경(勝鬘經)》. 대정신수대장경. T12, No. 353, CBETA.
- (중국어) 구마라습 한역 (T.614). 《좌선삼매경(坐禪三昧經)》. 대정신수대장경. T15, No. 614, CBETA. }
- (중국어) 규기 찬 (T.1830). 《성유식론술기(成唯識論述記)》. 대정신수대장경. T43, No. 1830, CBETA.
- (중국어) 규기 찬 (T.1861). 《대승법원의림장(大乘法苑義林章)》. 대정신수대장경. T45, No. 1861, CBETA.
- (중국어) 길장 찬 (T.1744). 《승만보굴(勝鬘寶窟)》. 대정신수대장경. T37, No. 1744, CBETA.
- (중국어) 담무참 한역 (T.374). 《대반열반경(大般涅槃經)》. 일명 《북본열반경》. 대정신수대장경. T12, No. 374, CBETA.
- (중국어) 목건련 조, 현장 한역 (T.1537). 《아비달마법온족론(阿毘達磨法蘊足論)》. 대정신수대장경. T26, No. 1537, CBETA.
- (중국어) 무착 조, 바라파밀다라 한역 (T.1604). 《대승장엄경론(大乘莊嚴經論)》. 대정신수대장경. T31, No. 1604, CBETA.
- (중국어) 무착 조, 현장 한역 (T.1602). 《현양성교론(顯揚聖教論)》. 대정신수대장경. T31, No. 1602, CBETA.
- (중국어) 무착 조, 현장 한역 (T.1605). 《대승아비달마집론(大乘阿毘達磨集論)》. 대정신수대장경. T31, No. 1605, CBETA.
- (중국어) 미륵 조, 현장 한역 (T.1579). 《유가사지론(瑜伽師地論)》. 대정신수대장경. T30, No. 1579. CBETA.
- (중국어) 법구 조, 승가발마 등 한역 (T.1552). 《잡아비담심론(雜阿毘曇心論)》. 대정신수대장경. T28, No. 1552, CBETA.
- (중국어) 법승 조, 승가제바·혜원 한역 (T.1550). 《아비담심론(阿毘曇心論)》. 대정신수대장경. T28, No. 1550, CBETA.
- (중국어) 법운 편찬 (T.2131). 《번역명의집(翻譯名義集)》. 대정신수대장경. T54, No. 2131, CBETA.
- (중국어) 법장 술 (T.1733). 《화엄경탐현기(華嚴經探玄記)》. 대정신수대장경. T35, No. 1733, CBETA.
- (중국어) 佛門網. 《佛學辭典(불학사전)》.
- (중국어) 불타야사·축불념 한역 (T.1). 《장아함경(長阿含經)》. 대정신수대장경. T1, No. 1, CBETA. }
- (중국어) 사리자 설, 현장 한역 (T.1536). 《아비달마집이문족론(阿毘達磨集異門足論)》. 대정신수대장경. T26, No. 1536, CBETA.
- (중국어) 색건타라 조, 현장 한역 (T.1554). 《입아비달마론(入阿毘達磨論)》. 대정신수대장경. T28, No. 1554, CBETA. }
- (중국어) 星雲. 《佛光大辭典(불광대사전)》 3판.
- (중국어) 세우 조, 구나발타라·보리야사 한역 (T.1541). 《중사분아비담론(眾事分阿毘曇論)》. 대정신수대장경. T26, No. 1541, CBETA.
- (중국어) 세우 조, 현장 한역 (T.1542). 《아비달마품류족론(阿毘達磨品類足論)》. 대정신수대장경. T26, No. 1542, CBETA.
- (중국어) 세친 조, 진제 한역 (T.1559). 《아비달마구사석론(阿毘達磨俱舍釋論)》. 대정신수대장경. T29, No. 1559, CBETA.
- (중국어) 세친 조, 현장 한역 (T.1558). 《아비달마구사론(阿毘達磨俱舍論)》. 대정신수대장경. T29, No. 1558, CBETA.
- (중국어) 세친 조, 현장 한역 (T.1597). 《섭대승론석(攝大乘論釋)》. 대정신수대장경. T31, No. 1597, CBETA.
- (중국어) 세친 조, 현장 한역 (T.1612). 《대승오온론(大乘五蘊論)》. 대정신수대장경. T31, No. 1612, CBETA.
- (중국어) 세친 조, 현장 한역 (T.1614). 《대승백법명문론(大乘百法明門論)》. 대정신수대장경. T31, No. 1614, CBETA.
- (중국어) 세친 조, 현장 한역, 규기 주해 (T.1836). 《대승백법명문론해(大乘百法明門論解)》. 대정신수대장경. T44, No. 1836_, CBETA.
- (중국어) 승가제바(僧伽提婆) 한역 (T.26). 《중아함경(中阿含經)》. 대정신수대장경. T1, No. 26, CBETA.
- (중국어) 阿含辭典. 《阿含辭典(아함사전)》.
- (중국어) 안혜 조, 지바하라 한역 (T.1613). 《대승광오온론(大乘廣五蘊論)》. 대정신수대장경. T31, No. 1613, CBETA.
- (중국어) 안혜 조, 현장 한역 (T.1606). 《대승아비달마잡집론(大乘阿毘達磨雜集論)》. 대정신수대장경. T31, No. 1606, CBETA.
- (중국어) 연수 편찬 (T.2016). 《종경록(宗鏡錄)》. 대정신수대장경. T48, No. 2016, CBETA.
- (중국어) 오백 아라한 조, 현장 한역 (T.1545). 《아비달마대비바사론(阿毘達磨大毘婆沙論)》. 대정신수대장경. T27, No. 1545, CBETA.
- (중국어) 용수 조, 구마라습 한역 (T.1509). 《대지도론(大智度論)》. 대정신수대장경. T25, No. 1509, CBETA. }
- (중국어) 용수 조, 구마라습 한역 (T.1564). 《중론(中論)》. 대정신수대장경. T30, No. 1564, CBETA.
- (중국어) 원측 찬 (X.369). 《해심밀경소(解深密經疏)》. 만신찬속장경. X21, No. 369, CBETA.
- (중국어) 원휘(圓暉) (T.1823). 《구사론송소론본(俱舍論頌疏論本)》. 대정신수대장경. T41, No. 1823, CBETA.
- (중국어) 丁福保. 《佛學大辭典(불학대사전)》. 一行佛學辭典搜尋.
- (중국어) 제관 록 (T.1931). 《천태사교의(天台四教儀)》. 대정신수대장경. T46, No. 1931, CBETA.
- (중국어) 제바설마 조, 현장 한역 (T.1539). 《아비달마식신족론(阿毘達磨識身足論)》. 대정신수대장경. T26, No. 1539, CBETA.
- (중국어) 중현 조, 현장 한역 (T.1562). 《아비달마순정리론(阿毘達磨順正理論)》. 대정신수대장경. T29, No. 1562, CBETA.
- (중국어) 중현 조, 현장 한역 (T.1563). 《아비달마장현종론(阿毘達磨藏顯宗論)》. 대정신수대장경. T29, No. 1563, CBETA.
- (중국어) 지의 설, 관정 록 (T.1783). 《금광명경현의(金光明經玄義)》. 대정신수대장경. T39, No. 1783, CBETA. }
- (중국어) 지의 설, 법신 기 (T.1916). 《석선바라밀차제법문(釋禪波羅蜜次第法門)》. 대정신수대장경. T46, No. 1916, CBETA.
- (중국어) 축불념 한역 (T.1485). 《보살영락본업경(菩薩瓔珞本業經)》. 대정신수대장경. T24, No. 1485, CBETA.
- (중국어) 현장 한역 (T.1563). 《해심밀경(解深蜜經)》. 대정신수대장경. T16, No. 676, CBETA.
- (중국어) 혜원 찬 (T.1851). 《대승의장(大乘義章)》. 대정신수대장경. T44, No. 1851, CBETA.
- (중국어) 호법 등 지음, 현장 한역 (T.1585). 《성유식론(成唯識論)》. 대정신수대장경. T31, No. 1585, CBETA.